# 瓦西里夫卡 (安德魯什基市鎮)
49°55′32″N 29°15′47″E / 49.92556°N 29.26306°E
瓦西里夫卡（烏克蘭語：Василівка）是位於烏克蘭北部日托米爾州裏日托米爾區的村莊，處於卡緬卡河畔，始建於1560年，面積4.6平方公里，海拔高度225米，2001年人口555。